# 404 a. C.
El año 403 a. C. fue un año del calendario romano prejuliano. En el Imperio romano se conocía como el Año del Tribunado de Voluso, Coso, Fidenas, Ambusto, Maluginense y Rutilo (o menos frecuentemente, año 350 Ab urbe condita).

## Acontecimientos
- Capitulación de Atenas ante Esparta. Los espartanos suprimen las instituciones democráticas en las ciudades sometidas, imponiendo mandos aristocráticos. Sobreviene el gobierno de los treinta tiranos, que, tras un alzamiento en Atenas, es derrocado al año siguiente, restableciéndose la democracia.[1]
- Comienza la dinastía XXVIII de Egipto, que durará hasta 398 a. C.
- Esparta impone a Atenas el Gobierno oligárquico de los Treinta Tiranos.
- Fin de la guerra del Peloponeso con la rendición de Atenas.

## Fallecimientos
- El estratega ateniense Alcibíades es acribillado a flechazos.